# Genus Sorbus
Genus Sorbus (abreviado Gen. Sorbus) es un libro con ilustraciones y descripciones botánicas que fue escrito por el profesor, naturalista, y botánico escocés Hugh A. McAllister y que fue publicado en el año 2005 con el nombre de The Genus Sorbus : mountain ash and other rowans.